# Zbor Arabeske
Zbor Arabeske ženski je zbor zagrebačke džamije, osnovan 1993. godine, pri Islamskom centru u Zagrebu.

## Povijest zbora
U zboru pjeva petnaestak djevojaka, a njihov maestro Ismet Kurtović, nekadašnji je voditelj sastava "Drugi način". Do sada su izdale tri albuma: "Da se Bosni vratim" (1994.),  drugi album "Hori, hori vasiona" (2002.), a 30. prosinca 2006. izdan je treći nosač zvuka pod nazivom "Ti si vjetar, ja sam plamen".
Repertoar ovog zbora čine ilahije, kaside, sevdalinke i rock balade.
Osim sudjelovanja u programima unutar vjerskih potreba samoga Centra, nastupale su na međureligijskim i multikulturalnim događajima u Zagrebu, kao što su: Hrvatski glazbeni zavod - Dan ljudskih prava, Franjevačka crkva - Duh Assisa (molitva za mir), Dvorana Lisinski - koncert nacionalnih manjina u Republici Hrvatskoj, česti su njihovi koncerti u Bosni i Hercegovini, Austriji, Njemačkoj, Švicarskoj, Italiji  (festival etno glazbe u Trstu) i Turskoj. Do sada su ostvarile vrlo dobru suradnju sa sastavom Zabranjeno pušenje. Također su sudjelovale u snimanju glazbe za bosanskohercegovački film "Nafaka", u pjesmama "Behari -Svadba" (video), te "Džezallah", odnosno "Laku noć stari".

## Vanjske poveznice
Zbor Arabeske  Arhivirana inačica izvorne stranice od 21. listopada 2008. (Wayback Machine)